# Exenatidă
Exenatida (cu denumirile comerciale Byetta și Bydureon) este un medicament antidiabetic din clasa incretinomimeticelor, a agoniștilor receptorilor peptidei 1 asemănătoare glucagonului (GLP-1), fiind utilizat în tratamentul diabetului zaharat de tipul 2. Calea de administrare disponibilă este cea subcutanată.

## Utilizări medicale
Exenatida este utilizată în tratamentul diabetului zaharat de tip 2 (non-insulino-dependent), în asociere cu:
- Metformină
- Derivați de sulfoniluree
- Tiazolidindione

sau combinații ale acestora, la pacienții adulți la care nu s-a realizat controlul glicemic adecvat cu dozele maxime tolerate ale acestor tratamente orale.

## Reacții adverse
Principalele efecte adverse asociate tratamentului cu exenatidă sunt: greață, diaree, vărsături și hipoglicemie (în special la administrarea concomitentă cu sulfonilureice și/sau metformină).